# Финал Кубка Англии по футболу 1902
Финал Кубка Англии 1902 года (англ. 1902 FA Cup Final) — футбольный матч, завершавший розыгрыш Кубка Англии сезона 1901/02. Он стал 31-м финалом Кубка Футбольной ассоциации, также известного как Кубок Англии, старейшего футбольного турнира в мире. Матч прошёл 19 апреля 1902 года на стадионе «Кристал Пэлас» в Лондоне. В нём встретились английские клубы «Шеффилд Юнайтед» и «Саутгемптон». Матч завершился вничью со счётом 1:1. Была назначена переигровка, которая прошла через неделю на том же месте, в которой победу одержали «клинки» со счётом 2:1.

## Путь команд к финалу
Шеффилд Юнайтед
Раунд 1: Нортгемптон Таун (В) 2:0
Раунд 2: Болтон Уондерерс (Д) 2:1
Раунд 3: Ньюкасл Юнайтед (В) 1:1
Переигровка: Ньюкасл Юнайтед (Д) 2:1
Полуфинал: Дерби Каунти (Н) 1:1
Переигровка: Дерби Каунти (Н) 1:1
Вторая переигровка: Дерби Каунти (Н) 1:0
Саутгемптон
Раунд 1: Тоттенхэм Хотспур (В) 1:1
Переигровка: Тоттенхэм Хотспур (Д) 2:2
Вторая переигровка: Тоттенхэм Хотспур (Н) 2:1
Раунд 2: Ливерпуль (Д) 4:1
Раунд 3: Бери (В) 3:2
Полуфинал: Ноттингем Форест (Н) 3:1

## Первый матч

### Обзор первого матча
Финальный матч прошёл на стадионе «Кристал Пэлас» в Лондоне 19 апреля 1902 года. На матче присутствовало 76 914 зрителей.
В первом тайме голов зрители не увидели. Во втором «Шеффилд Юнайтед» первым открыл счёт усилиями Альфа Коммона. За две минуты до окончания матча капитан «святых» Гарри Вуд смог сравнять счёт. На момент получения мяча перед голом Вуд находился в положении «вне игры», завязывая шнурки на бутсах. После консультации главного судьи с лайнсменом было решено, что мяч отскочил от защитника «Шеффилд Юнайтед», после чего попал к Вуду, поэтому он не находился в офсайде и гол был засчитан.

### Протест Фулка
После окончания игры вратарь «Юнайтед» Уильям Фулк активно протестовал против того, что гол «Саутгемптона» был засчитан. Фулк, который весил более 20 стонов (127 килограммов), покинул раздевалку без одежды и «гневно преследовал» главного судью матча Тома Керкема, «который нашёл убежище в кладовке». Только вмешательство других официальных представителей Футбольной ассоциации «спасло» Керкема от гнева Фулка, который пытался снять дверь в кладовку с петель, чтобы добраться до укрывшегося за ней главного судьи. Протест Фулка оказался безуспешным, и вследствие ничейчного исхода игры было решено провести переигровку.

### Отчёт о матче
| Шеффилд Юнайтед | 1:1     | Саутгемптон |
| --------------- | ------- | ----------- |
| Коммон 55′      | (отчёт) | Вуд 88′     |

| Шеффилд Юнайтед | Саутгемптон |

|                    |  |                  |  |
|                    |  |                  |  |
| Вр                 |  | Уильям Фулк      |  |
|                    |  | Гарри Тикитт     |  |
|                    |  | Питер Бойл       |  |
|                    |  | Эрнест Нидем (к) |  |
|                    |  | Берни Уилкинсон  |  |
|                    |  | Гарри Джонсон    |  |
|                    |  | Уолтер Беннетт   |  |
|                    |  | Альф Коммон      |  |
|                    |  | Джордж Хедли     |  |
|                    |  | Фред Прист       |  |
|                    |  | Берт Липшем      |  |
| Клубный секретарь: |  |                  |  |
| Джон Николсон      |  |                  |  |

|                 |  |                      |  |
|                 |  |                      |  |
| Вр              |  | Джек Робинсон        |  |
|                 |  | Чарльз Берджесс Фрай |  |
|                 |  | Джордж Молинью       |  |
|                 |  | Сэмьюэл Местон       |  |
|                 |  | Томми Боуман         |  |
|                 |  | Берт Ли              |  |
|                 |  | Арчи Тернер          |  |
|                 |  | Гарри Вуд (к)        |  |
|                 |  | Альберт Браун        |  |
|                 |  | Эдгар Чадуик         |  |
|                 |  | Джо Тернер           |  |
| Главный тренер: |  |                      |  |
| Эрнест Арнфилд  |  |                      |  |

## Переигровка

### Обзор переигровки
Переигровка матча прошла 26 апреля 1902 года на том же месте. На этот раз на стадион пришло только 33 068 зрителей, в два раза меньше, чем на первую игру.
В день матча в Лондоне было «ужасно холодно». Уже на второй минуте вратарь «Саутгемптона» Джек Робинсон поскользнулся, после чего Джордж Хедли открыл счёт. «Святые» прессинговали большую часть первого тайма, и Фулку пришлось совершить несколько сейвов, однако к перерыву со счётом 1:0 выигрывал «Шеффилд Юнайтед». На 70-й минуте «святые» смогли сравнять счёт усилиями Альберта Брауна, забившего дальним ударом после паса Джо Тернера.
После того, как счёт сравнялся, «святые» продолжали атаковать, и Фулку пришлось спасать ворота после ударов Чадуика, Вуда и Ли. Однако на 79-й минуте Робинсон не смог перехватить кросс соперника, после чего Билли Барнс просто «зашёл с мячом» в пустые ворота, забив победный гол за «Шеффилд Юнайтед».

### Отчёт о переигровке
| Шеффилд Юнайтед        | 2:1     | Саутгемптон |
| ---------------------- | ------- | ----------- |
| - Хедли 2′ - Барнс 79′ | (отчёт) | Браун 70′   |

| Шеффилд Юнайтед | Саутгемптон |

|                    |  |                  |  |
|                    |  |                  |  |
| Вр                 |  | Уильям Фулк      |  |
|                    |  | Гарри Тикитт     |  |
|                    |  | Питер Бойл       |  |
|                    |  | Эрнест Нидем (к) |  |
|                    |  | Берни Уилкинсон  |  |
|                    |  | Гарри Джонсон    |  |
|                    |  | Билли Барнс      |  |
|                    |  | Альф Коммон      |  |
|                    |  | Джордж Хедли     |  |
|                    |  | Фред Прист       |  |
|                    |  | Берт Липшем      |  |
| Клубный секретарь: |  |                  |  |
| Джон Николсон      |  |                  |  |

|                 |  |                      |  |
|                 |  |                      |  |
| Вр              |  | Джек Робинсон        |  |
|                 |  | Чарльз Берджесс Фрай |  |
|                 |  | Джордж Молинью       |  |
|                 |  | Сэмьюэл Местон       |  |
|                 |  | Томми Боуман         |  |
|                 |  | Берт Ли              |  |
|                 |  | Арчи Тернер          |  |
|                 |  | Гарри Вуд (к)        |  |
|                 |  | Альберт Браун        |  |
|                 |  | Эдгар Чадуик         |  |
|                 |  | Джо Тернер           |  |
| Главный тренер: |  |                      |  |
| Эрнест Арнфилд  |  |                      |  |

| Регламент матча: - 90 минут основного времени. - 30 минут овертайма в случае необходимости. - Переигровка в случае ничьи. - Замены не предусмотрены. |